# LZ 44
Der Zeppelin LZ 44 war das 44. Luftschiff des Grafen Zeppelin und das 21. Luftschiff des deutschen Heeres.

## Geschichte
Die erste Fahrt von LZ 44 fand am 8. Juli 1915 statt. Das Heer übernahm das Luftschiff unter der militärischen Kennung LZ 74.
LZ 74 fuhr Bombenangriffe auf England.
Am 8. Oktober 1915 fuhr der Zeppelin im dichten Nebel gegen einen Berg und riss sich beide Gondeln ab. Der Tragkörper stieg durch die Gewichtsabnahme auf 4000 Meter, konnte dann aber gelandet werden. Die Mehrzahl der Besatzung wurde verletzt, doch es gab keine Toten. Das Luftschiff wurde abgewrackt.

## Technische Daten
- Traggasvolumen: 31.900 m³ Wasserstoff
- Länge: 163,00 m
- Durchmesser: 18,70 m
- Nutzlast: 16,2 t
- Antrieb: vier Maybach-Motoren von je 210 PS (154 kW)
- Geschwindigkeit: 26,7 m/s